# Temperatura Plancka
Temperatura Plancka – jednostka temperatury w naturalnym systemie jednostek oznaczana jako {\displaystyle T_{P}.}
{\displaystyle T_{P}={\frac {m_{P}c^{2}}{k}}={\sqrt {\frac {\hbar c^{5}}{Gk^{2}}}}=1,416784(16)\cdot 10^{32}} K,
gdzie:
- {\displaystyle m_{P}} – masa Plancka,
- {\displaystyle \hbar } – zredukowana stała Plancka,
- {\displaystyle G} – stała grawitacji,
- {\displaystyle c} – prędkość światła w próżni,
- {\displaystyle k} – stała Boltzmanna.